# Antarktozaury
Antarktozaury – grupa dinozaurów roślinożernych (zauropodów).

## Występowanie
- Czas: kreda późna;
- Miejsce: Ameryka Południowa, Indie i Kazachstan.

## Wielkość
- Długość: około 20 metrów;
- Waga: około 20 ton.

## Rodzaje
- antarktozaur